# Alfonso Ferrero La Marmora
Alfonso Ferrero La Marmora, italijanski general in politik, * 18. november 1804, Torino, † 5. januar 1878, Firence.
La Marmora je bil predsednik vlade Italije (1864–1866) in minister za zunanje zadeve Italije (1864-1866).
Leta 1865 je uradno izjavil, da se Italija odreka zahtevam za Trst, zaradi česar mu je tako imenovani »tržaško-istrski komite« naslovil ogorčen protest, ki pa ga je občinski svet preklical in je bil zaradi tega razpuščen.